# Tayloria serrata
Tayloria serrata là một loài rêu trong họ Splachnaceae. Loài này được (Hedw.) Bruch & Schimp. mô tả khoa học đầu tiên năm 1844.